# Llengua dels Lee
La llengua dels Lee (Symphurus leeorum) és un peix teleosti de la família dels cinoglòssids i de l'ordre dels pleuronectiformes que viu al Pacífic oriental (des de Califòrnia fins a Panamà).